# Jacques Ayé Abehi
Jacques Ayé Abehi (ur. w 1942) – lekkoatleta specjalizujący się w rzucie oszczepem, który reprezentował Wybrzeże Kości Słoniowej.
Dwa razy startował w igrzyskach olimpijskich – Monachium 1972 (z wynikiem 72,20 zajął 19. miejsce i nie awansował do finału) oraz  Montreal 1976 (z wynikiem 78,40 zajął 17. miejsce i nie awansował do finału). W 1973 został mistrzem igrzysk afrykańskich, natomiast w 1979 roku zdobył złoty medal i tytuł mistrza Afryki. Rekord życiowy: 79,40 (19 lipca 1975, Durham).